# Регионы Норвегии

Регионы Норвегии

Регионы Норвегии — часто используемое в статистике, обиходе и литературе деление Норвегии на пять больших частей, которые характеризуются общей историко-культурной идентичностью: Северная Норвегия (Нур-Норге), Центральная Норвегия (Трёнделаг), Западная Норвегия (Вестланн), Восточная Норвегия (Эстланн) и Южная Норвегия (Сёрланн).

## Характеристика
Традиционные регионы Норвегии большей частью не совпадают с используемым ныне административным делением страны, но совпадают с используемым делением страны на статистические регионы, отличающиеся друг от друга климатом, природой и историей.
Деление на пять крупных регионов имеет глубокие исторические корни. Регионы страны частично совпадают с более старым административным делением, в том числе с епархиальными округами. Например регион Эстланн в основном совпадает со старым округом Акерсхус и епархией Акерсхус. Сёрланн совпадает с историческим округом  Агдезиден (ныне фюльке Агдер). Трёнделаг соответствует историческому округу Трондхьем и епархии Трондхема.
Зависимые территории Норвегии (остров Буве, остров Петра I и Земля Королевы Мод в Антарктиде), а также архипелаг Шпицберген и остров Ян-Майен, который в XX веке стал частью Королевства Норвегия, не считаются частью какого-либо традиционного региона, поскольку они не находятся географически в материковой Норвегии.